# Kåikul
Kåikul (lulesamiska: Gåjkkul) är en ort i Jokkmokks kommun, Norrbottens län.
Vid folkräkningen 1890 hade orten 57 invånare och i mars 2017 fanns det enligt Ratsit två personer över 16 år registrerade med orten som adress.